# Jiří Polívka
Jiří Polívka, född 6 mars 1858 i Enns, död 21 mars 1933 i Prag, var en tjeckisk språkforskare.
Polivka blev 1885 docent och 1895 professor i slavisk filologi vid Prags tjeckiska universitet. Bland hans många skrifter av språkhistoriskt, textkritiskt och folkloristiskt innehåll märks hans i "Archiv für slavische Philologie" publicerade studier Zur Geschichte des Physiologus in den slavischen Literaturen, Vita Adae et Evae in der altböhmischen Literatur och Die apokryphische Erzählung vom Tode Abrahams, dessutom Slavische Beiträge zur vergleichenden Märchenkunde (i "Zeitschrift für österreichische Volkskunde"). På tjeckiska författade han bland annat Kronika o Bruncvíkovi v ruské literatuře, Román o Apollonovi Tyrském v literatuře české, polske a ruské och den komparativa studien O Srovnávacím studiu tradic lidových.